# Habenaria vaginata
Habenaria vaginata là một loài thực vật có hoa trong họ Lan. Loài này được A.Rich. mô tả khoa học đầu tiên năm 1840.